# Municipio de Adrian (Dakota del Norte)
El municipio de Adrian (en inglés: Adrian Township) es un municipio ubicado en el condado de LaMoure en el estado estadounidense de Dakota del Norte. En el año 2010 tenía una población de 99 habitantes y una densidad poblacional de 1,06 personas por km².

## Geografía
El municipio de Adrian se encuentra ubicado en las coordenadas 46°35′41″N 98°35′20″O / 46.59472, -98.58889. Según la Oficina del Censo de los Estados Unidos, el municipio tiene una superficie total de 93.19 km², de la cual 93,17 km² corresponden a tierra firme y (0,01 %) 0,01 km² es agua.

## Demografía
Según el censo de 2010, había 99 personas residiendo en el municipio de Adrian. La densidad de población era de 1,06 hab./km². De los 99 habitantes, el municipio de Adrian estaba compuesto por el 100 % blancos. Del total de la población el 0 % eran hispanos o latinos de cualquier raza.